# T=E/x²
t=E/x² ist ein deutscher Science-Fiction-Film unter der Regie von Andreas Z. Simon. Der Titel des Films steht für eine mathematische Gleichung, in der t für Zeit, E für Energie und x für das Unbekannte steht. Der Film verbindet Elemente aus Kammerspiel, Fantasy und Steampunk und zeichnet sich durch seine innovative Erzählweise aus.

## Handlung
Merlin ist ein Cutter bei einer Frankfurter Filmproduktionsfirma, der unter den Folgen eines traumatischen Ereignisses leidet: Bei einem Unfall verlor er seine Freundin Penny, für deren Tod er sich verantwortlich fühlt. Während er an einem Dokumentarfilm arbeitet, gerät er unversehens in eine dreiminütige Zeitschleife, die in Echtzeit abläuft – drei Minuten vorwärts, gefolgt von drei Minuten rückwärts. Innerhalb dieser Schleife erhält er wiederholt ein mysteriöses Paket ohne Absender, das skurrile Gegenstände und eine Botschaft des Zeitreisenden Thadeus Moff enthält.
Nach anfänglicher Verzweiflung erkennt Merlin, dass das Paket absichtlich innerhalb der Zeitschleife platziert wurde. Moff weist ihn an, durch gezielte Handlungen während der rückwärtslaufenden Zeit ein Paradoxon zu erschaffen, um den Schleifenstartpunkt zu verschieben. Diese Herausforderung führt ihn zur stummen Schwertkämpferin Ava, die ebenfalls in der Zeitschleife gefangen ist und eine vergleichbare traumatische Vergangenheit durchlebt hat.
Die ungleichen Protagonisten erhalten die rätselhafte Aufgabe „Töte den Clown und rette die Meerjungfrau“, die sie durch verschiedene surreale Schauplätze führt: von der Vulkanlandschaft Lanzarotes über unterirdische Kanäle bis zu Unterwasserszenen im offenen Meer. Im Verlauf ihrer Reise enthüllt sich, dass sowohl der Clown  als auch die Meerjungfrau symbolische Projektionen ihrer Schuldgefühle und unverarbeiteten Traumata darstellen.
Die nonlineare Erzählstruktur spiegelt sich in Rückblenden wider, die Merlins Beziehung zu Penny und Avas Vergangenheit als Kämpferin beleuchten, während die Steampunk-Ästhetik die Zeitmanipulation visuell unterstreicht.
Der Höhepunkt der Handlung überschreitet die Grenzen von Raum und Zeit, als Merlin und Ava ihre individuelle Realität verlassen müssen, um die Zeitschleife endgültig zu durchbrechen. Dabei setzen sie sich nicht nur mit äußeren Hindernissen auseinander, sondern auch mit ihrer emotionalen Last.

## Produktion
Die Herstellung von t=E/x² dauerte fast zehn Jahre und wurde durch minimale Fördermittel, Crowdfunding sowie den Bausparvertrag des Regisseurs finanziert. Der Film wurde an verschiedenen außergewöhnlichen Drehorten gedreht, darunter die Vulkanlandschaft von Lanzarote, Schneegebiete, die Kanalisation und Unterwasseraufnahmen im offenen Meer. Ein besonderer Drehort war die Original-Kulisse aus dem Film Das Boot, die als Zeitreisefahrzeug des Charakters Thadeus Moff diente.
Im März 2023 erschien der Film auf DVD beim Vertrieb UCM.ONE. Die DVD enthält eine 45-minütige Dokumentation mit dem Titel Die Geschichte einer Zeitschleife, die die Entstehung des Films beleuchtet.

## Stil und Besonderheiten
t=E/x² hält den Weltrekord für den Spielfilm mit den meisten rückwärts abgespielten Szenen. Der Film kombiniert Elemente des Steampunk mit einer hypnotischen Darstellung des Zeitbegriffs und einer nonlinearen Erzählweise. Nur eine der beiden Hauptfiguren spricht im Film, was zur intensiven Atmosphäre beiträgt.

## Kritiken
Der Film erhielt überwiegend positive Kritiken. Besonders hervorgehoben wurden die innovative Erzählweise und die visuelle Umsetzung der Zeitschleifen-Thematik. 
Die New York Times bezeichnet den Film als "cryptic and playful" (Übersetzung: kryptisch und verspielt) und schreibt: "The film has the type of puzzle-box construction that maddens some viewers and energizes others, but there is something compelling about its indie aesthetic" (Übersetzung: Der Film hat die Art von Puzzleschachtelkonstruktion, die manche Zuschauer verrückt macht und andere begeistert, aber seine Indie-Ästhetik hat etwas Überzeugendes). 
Das Berlin Sci Fi Film Festival lobte die schauspielerische Leistung von Mario Ganss und zeichnete ihn als besten Schauspieler aus. Kritiker betonten zudem den experimentellen Charakter des Films und seine Fähigkeit, trotz eines niedrigen Budgets eine beeindruckende Wirkung zu erzielen.
Die Redaktion des Lexikon des internationalen Films vergab eineinhalb von fünf möglichen Sternen und bemängelt, dass der Film „auf den ausgetretenen Spuren früherer filmischer Zeitreisen“ wandele und „in seiner Absurdität […] nur selten echten Unterhaltungswert“ besitze.

## Festivalteilnahmen und Auszeichnungen
Der Film feierte seine Weltpremiere im Chinese Theatre in Hollywood und seine Europa-Premiere im Babylon Kino in Berlin. Trotz seines Low-Budget-Charakters wurde t=E/x² weltweit auf zahlreichen Festivals gezeigt und gewann mehrere Preise:

### Auszeichnungen
- Best Directorial Debut – Andreas Z. Simon (Vidi Space Film Festival, USA)
- Best Debut Filmmaker – Andreas Z. Simon (World Film Carnival, Singapur)
- Best Actor – Mario Ganss (Berlin Sci Fi Film Festival, Deutschland)
- Best Sci-Fi Feature – Awesome Film Festival (USA)
- Best Editing – Matthias Martinez & Cesare DelVecchio (Under The Stars International Film Festival, Italien; Skiptown International Film Festival, USA)
- Best Genre Film – Druk International Film Festival (Bhutan)
- Finalist Jury Prize – New York Movie Awards (2020)[10]

### Nominierungen
- Best Feature Film – Red Rose International Film Festival (USA)
- First Time Director Award – Andreas Z. Simon (Skiptown International Film Festival, USA)
- Best Cinematography – Matthias Martinez (Skiptown International Film Festival, USA)
- Best Original Screenplay – Andreas Z. Simon (Skiptown International Film Festival, USA)
- Best First Time Feature Director – Boston Science Fiction Film Festival (2022)

### Offizielle Auswahl
Der Film wurde auf vielen internationalen Festivals gezeigt, darunter:
- Dances With Films International Film Festival (USA)
- Tokyo Lift-Off Film Festival (Japan)
- Montreal Independent Film Festival (Kanada)
- Boston SciFi Film Fest (USA)[11]